# 극장판 금빛 모자이크: 땡큐!!
《금빛 모자이크: Thank you!!》(일본어: きんいろモザイク Thank you!!)은 2021년 개봉된 일본의 애니메이션 영화이다.

## 성우진

### 주연
- 니시 아스카 - 오오미야 시노부 목소리 역
- 타네다 리사 - 코미치 아야 목소리 역
- 우치야마 유미 - 이노쿠마 요우코 목소리 역
- 타나카 마나미 - 앨리스 카너렛 목소리 역
- 토야마 나오 - 쿠죠 카렌 목소리 역

### 조연
- 타무라 유카리 - 오미야 이사미 목소리 역
- 스와 아야카 - 마츠바라 호노카 목소리 역
- 나카츠 마리 - 히구라시 카나 목소리 역
- 사토 사토미 - 카라스마 사쿠라 목소리 역
- 오오니시 사오리 - 쿠제바시 아카리 목소리 역
- 한 메구미 - 이노쿠마 코타 목소리 역
- 무라카와 리에 - 이노쿠마 미츠키 목소리 역